# Christian Sperl
Christian Sperl (fl. XX secolo) è stato un ginnasta e multiplista statunitense.

## Carriera
Sperl partecipò ai Giochi olimpici di Saint Louis 1904 nelle gare di triathlon e ginnastica. Giunse undicesimo nel concorso a squadre, centodecimo nel concorso generale individuale, novantacinquesimo nel triathlon e centoundicesimo nel concorso a tre eventi.